# Ali Ghito
Ali Ghito, geborene Adelheid Schnabel-Fürbringer, geschiedene Schlag, geschiedene Schmidt-Branden, geschiedene Habe (* 11. Januar 1905 in Zeulsdorf; † 29. April 1983 in Taos), war eine deutsche Schauspielerin.

## Leben
Die gebürtige Thüringerin verließ 16-jährig eine Klosterschule, um Schauspielunterricht bei dem bekannten Tanz- und Schauspiellehrer Rudolf von Laban zu nehmen und ließ sich überdies als Sängerin (Stimmlage: Mezzosopran) ausbilden. Nebenbei studierte Ali Ghito Medizin und Psychologie bis zum Physikum. Sie heiratete einen Architekten namens Schlag und hatte eine Tochter, die zu Kriegsende 1945 19 Jahre alt war.
Während ihrer Studienzeit trat sie in verschiedenartigen Stücken wie Brechts Die Dreigroschenoper und Shakespeares Was ihr wollt auf. Schließlich ging die hellblonde Nachwuchsmimin nach Berlin und ließ sich vom Stummfilmstar Asta Nielsen fortbilden. Das erste feste Theaterengagement führte Ali Ghito 1930 nach Stendal, Verpflichtungen in der Hauptstadt folgten. Vorzugsweise belegte Ali Ghito das Fach der Salondame.
In der deutschen Hauptstadt startete die 26-jährige Künstlerin 1931 mit einem winzigen Auftritt in einem Reinhold-Schünzel-Film eine Karriere, die mit dem Zweiten Weltkrieg endete. Eine Hauptrolle war ihr erstmals in ihrem zweiten Film beschieden, dort spielte Ali Ghito eines der Acht Mädels im Boot. Von 1934 bis 1936 hielt sie sich im Ausland auf. Wegen mangelnder Filmangebote arbeitete Ali Ghito während des Zweiten Weltkriegs größtenteils als Krankenschwester sowie als Dolmetscherin beim Oberkommando der Wehrmacht.
In den 1940er Jahren war sie mit dem Direktor der Dresdner Bank Schmidt-Branden verheiratet, von dem sie ebenfalls geschieden wurde. Mit Kriegsende 1945 zog sich Ali Ghito von der Schauspielerei zurück. Im Dezember 1946 heiratete sie den Schriftsteller Hans Habe, der fast gleichzeitig ein Verhältnis mit der Filmschauspielerin Eloise Hardt begann. Die Ehe wurde daher schnell zu einem Ehekrieg. Habe ließ sich 1948 in Mexiko scheiden und heiratete Eloise Hardt. Da die Scheidung nicht rechtskräftig war, klagte ihn Ali Ghito der Bigamie an und ließ kompromittierende Einzelheiten über ihre Ehe im Stern veröffentlichen. Erst 1953 wurde ihre Ehe rechtskräftig geschieden. Danach verschwand Ali Ghito aus dem Blickfeld der Öffentlichkeit.

## In den USA
Laut einem Zeitungsbericht der Taos News vom 7. Juli 1966 wurde Ali Ghito bei Kriegsende im Auftrag des US-Hauptquartiers General Eisenhowers in Europa zum amerikanischen Rundfunk geholt und als Sprecherin im Bereich „psychologische Kriegsführung“ eingesetzt. Später übersiedelte die Ex-Schauspielerin in die Vereinigten Staaten und ließ sich schließlich 1956 in Arroyo Seco, US-Bundesstaat New Mexico, nieder. Dort begann Ali Ghito als Malerin, Sprachlehrerin (für Deutsch) und Lektorin zu arbeiten. Sie starb am 29. April 1983 im Holy Cross Hospital in Taos.

## Filmografie (Auswahl)
- 1931: Ronny
- 1932: Kavaliere vom Kurfürstendamm
- 1932: Acht Mädels im Boot
- 1932: Ein Mann mit Herz
- 1933: Wege zur guten Ehe
- 1934: Der Schimmelreiter
- 1934: Der Springer von Pontresina
- 1939: Kitty und die Weltkonferenz
- 1940: Das himmelblaue Abendkleid
- 1940: Carl Peters
- 1940: Jakko
- 1947: Quax in Afrika (Filmproduktion 1943/44)
- 1949: Ruf an das Gewissen (Filmproduktion 1944)
- 1945: Das alte Lied